# Адамсон, Амандус Хейнрих
Ама́ндус Хейнрих А́дамсон (эст. Amandus Heinrich Adamson; 31 октября [12 ноября] 1855, хутор Ууга-Рятсепа, около Балтийского порта, Российская империя — 26 июня 1929, Палдиски, Эстония) — эстонский скульптор, представитель петербургского академизма, один из основателей эстонского национального искусства, живописец. Академик Императорской Академии художеств (с 1907).
Вошёл в составленный в 1999 году по результатам письменного и онлайн-голосования список 100 великих деятелей Эстонии XX века.

## Биография
Амандус Адамсон родился в 1855 году и был вторым ребёнком в семье моряка и крестьянки. В 1860 году отец Амандуса уплыл в Америку и не вернулся, семья считала его погибшим. Был отдан в Ревельскую Вышгородскую школу для детей из бедных семей, где проявил склонность к искусству, вырезая фигуры из дерева.
В 1875 году перебрался в Санкт-Петербург и в 1876 году поступил в Императорскую Академию художеств. Учился в классе профессора Александра фон Бока. После окончания Академии остался в Петербурге, преподавал в школе Общества поощрения художеств.
С 1877 по 1881 жил и работал в Париже, где создал работы «Вечно побеждающая любовь» и «Лирическая музыка».
В 1881 году возвратился в Санкт-Петербург, где преподавал в Художественном училище Штиглица. В этот период он участвовал в реконструкции Михайловского дворца, создал произведение «Последний вздох корабля».
В 1902 году в Ревеле, в парке Кадриорг установили его самую известную работу — памятник погибшим морякам броненосца «Русалка».
По словам его дочери, самой заветной работой её отца был памятник погибшим в Эстонской войне за независимость в Пярну.

27 сентября (10 октября по новому стилю) 1905 года в Севастополе был открыт Памятник затопленным кораблям, в котором скульптурные работы были выполнены Амандусом Адамсоном (соавторы — архитектор В. А. Фельдман и военный инженер О. И. Энберг). 

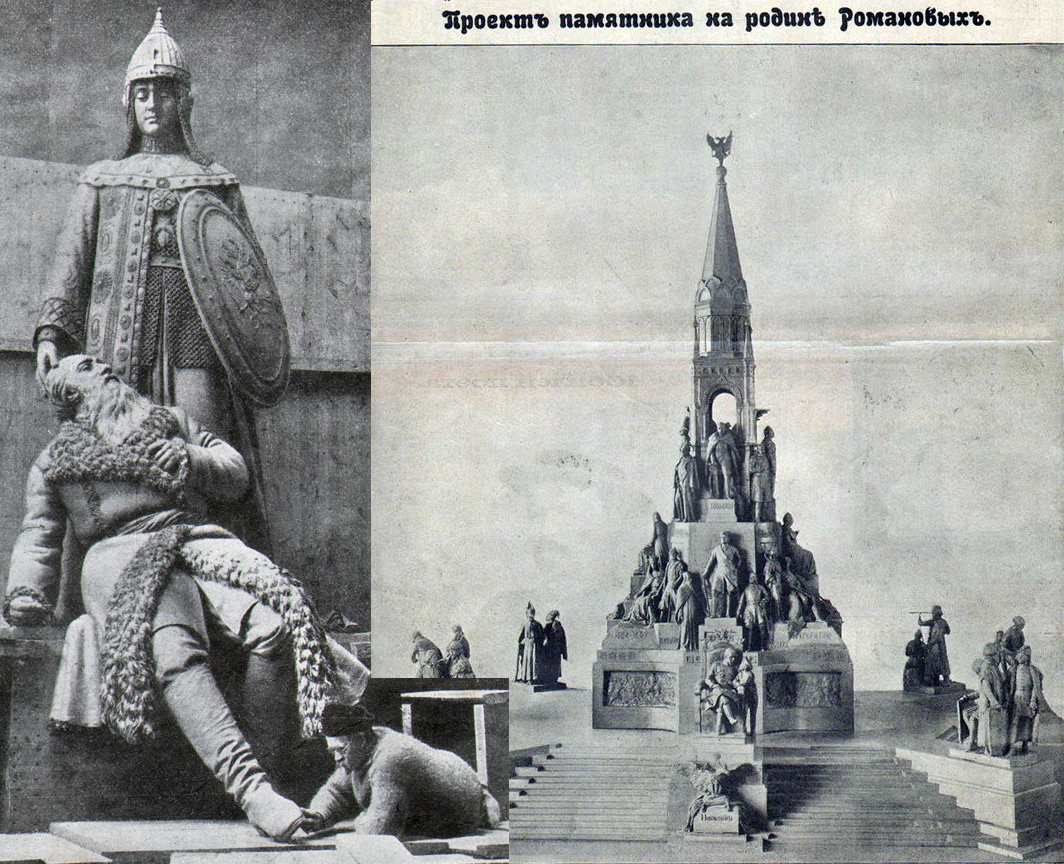
А. Адамсон за работой над фигурой Ивана Сусанина для памятника в честь 300-летия дома Романовых

В 1907 году, при поддержке пейзажиста Архипа Куинджи, скульптора Александра Опекушина и архитектора Владимира Суслова, Адамсон получил звание академика.
В 1911 году Адамсон участвует в конкурсе Академии художеств проектов памятника в честь 300-летия дома Романовых. Им было предложено построить в Костроме грандиозное сооружение высотой 36 метров с 26-ю скульптурами исторических личностей и барельефами по кругу постамента, иллюстрирующими важнейшие события российской истории. Комитет по сооружению монумента выбрал его работу, занявшую второе место. Закладка памятника состоялась 20 мая 1913 года, во время празднования 300-летия дома Романовых в присутствии Николая II и его семьи. К 1917 году был сооружён постамент и установлена часть бронзовых фигур. После Октябрьской революции готовые скульптуры были отправлены в переплавку, а на пустующем постаменте был установлен памятник Ленину.
В 1918 году переехал в Эстонию в город детства — Палдиски, где жил и работал до своей смерти 26 июня 1929 года. Согласно своему предсмертному желанию похоронен в городе Пярну на кладбище Алеви. В Палдиски сохранился дом, в котором Адамсон жил после переезда в город.

## Творчество

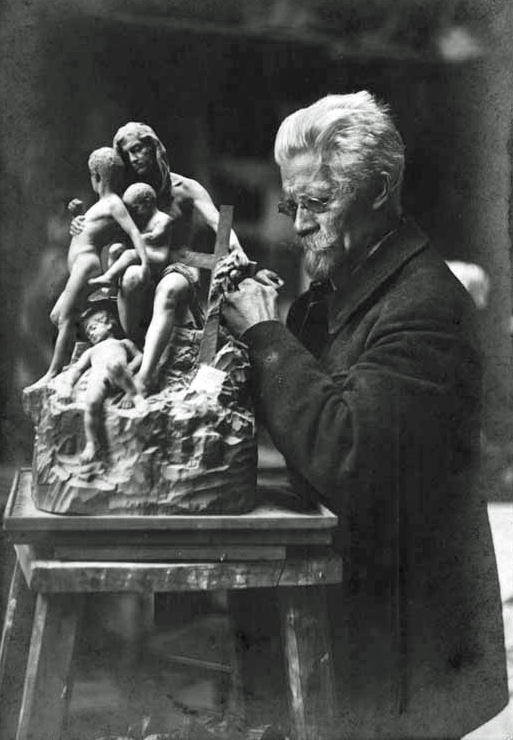
Адамсон работает на скульптурой «Беды войны»

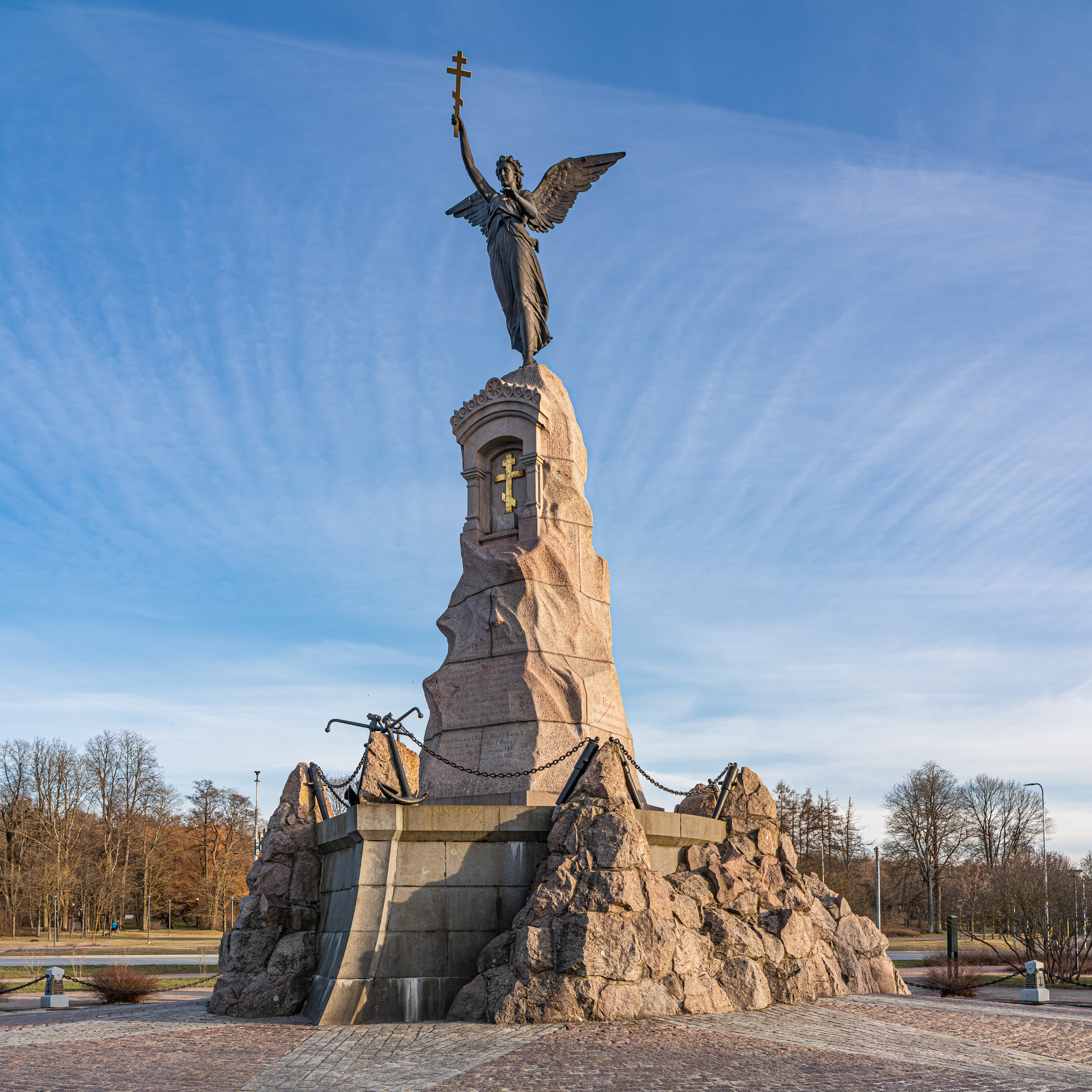
Памятник броненосцу «Русалка»

Основные скульптурные работы
- 1879 — восковая скульптура «Крещение Христа Иоанном Крестителем»
- 1879—1881 — скульптурные композиции «Вечное торжество любви», «Лирическая музыка»[* 1]
- 1892 — «Рыбак с острова Муху»
- 1895 — скульптурная композиция «Рассвет и сумерки»
- 1896 — скульптурная композиция «Калевипоэг и Рогатый»
- после 1896 — барельефы для фризов Русского музея (залы № 14 и 15), изображающие в виде аллегории рождение произведений искусства живописи, ваяния и зодчества (Санкт-Петербург)
- 1897 — «В тревожном ожидании»
- 1901 — «Слушая голос моря»
- 1902 — Памятник броненосцу «Русалка»[* 2] (парк Кадриорг, Таллин)
- 1903 — монументально-декоративное оформление Троицкого моста[* 3] (Санкт-Петербург)
- 1902—1904 — скульптурное убранство фасада, купола и шара дома компании «Зингер» (Санкт-Петербург, Невский проспект, дом 28)
- 1904 — «Чемпион»[* 4]
- 1905 — композиция «В память кораблям, затопленным в 1854—1855 г. для заграждения входа на рейд» (Севастополь)
- 1911 — памятник «Запорожцам, высадившимся в Тамани 25 августа 1792 г.» (Тамань); бюст Йохана Кёлера, (гипс, Эстонский художественный музей) и памятник на его могиле в Сууре-Яани
- 1919 — скульптурная композиция «Юность исчезает»
- 1922 — скульптура «Калевипоэг у врат ада»[* 5]
- 1926 — памятник Фридриху Крейцвальду (Выру), скульптура «Последний вздох корабля»
- 1928 — Парни из Тонди (снесён в 1941 году[4]
- 1928 — «Жена художника Е. Адамсон», «Купальщица»
- 1929 — памятник поэтессе Лидии Койдула[* 6] (Пярну)
- 1912—1916 — Памятник в честь 300-летия дома Романовых, совместно с архитектором С. А. Власьевым (Кострома, не закончен[* 7])
- Скульптурное убранство здания Училища технического рисования (Санкт-Петербург, Соляной переулок, дом 9)
- Скульптурное убранство Дома торгового товарищества «Братья Елисеевы» — «Промышленность», «Торговля», «Искусство» и «Наука» (Санкт-Петербург, Невский проспект, дом 56)
- Надгробие на могиле епископа Платона (Спасо-Преображенский собор, Таллин).
- Монумент Петру I (Полтава)
- Скульптуры «Русалка на камне» и «Арзы и разбойник Али-Баба» (Мисхор), «Лирическая музыка», «Море шумит», «Единственный поцелуй волны», «Рождение Венеры»[* 8]

Адамсон также работал как художник; его полотна хранятся в (Эстонском художественном музее.

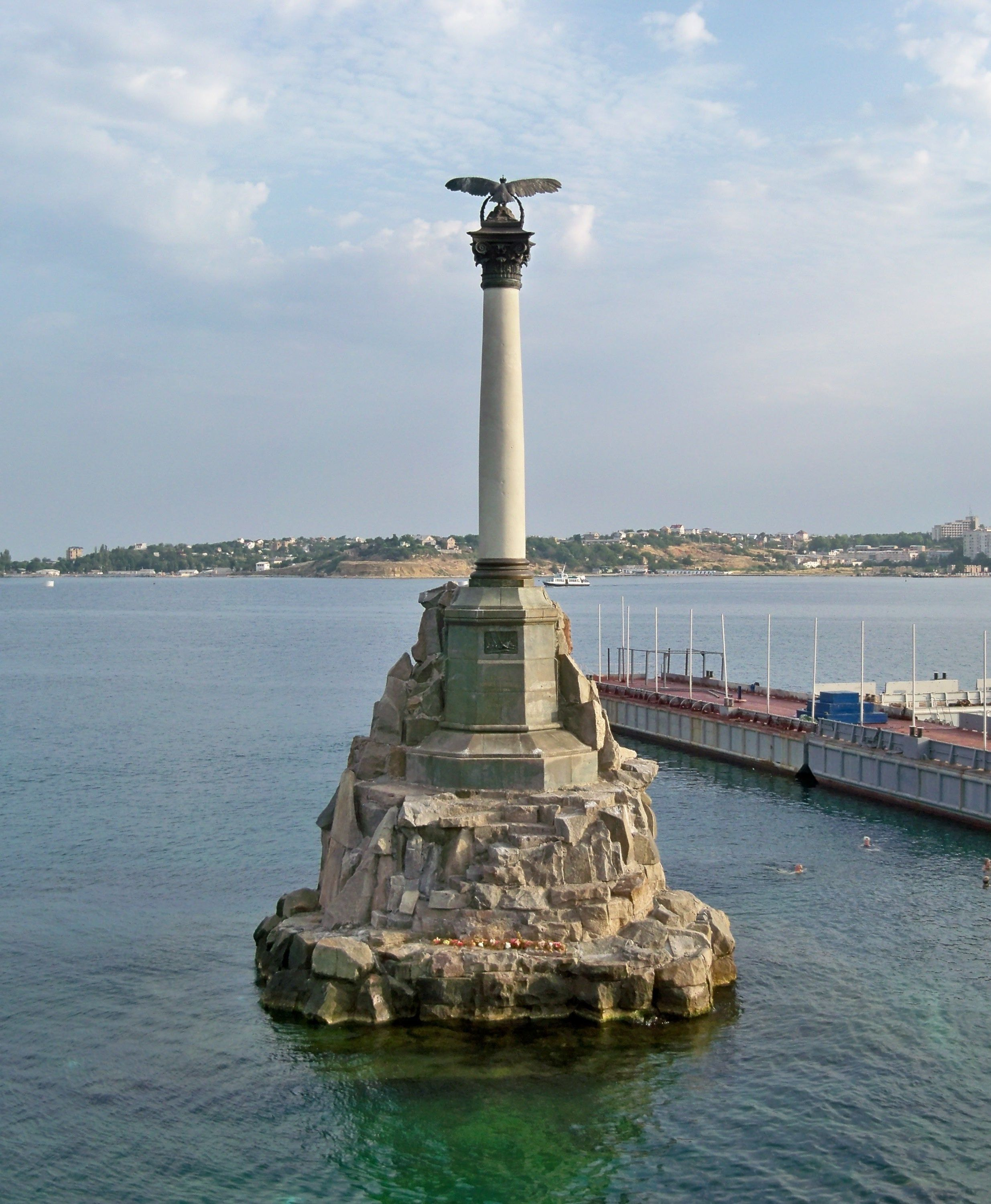
Памятник затопленным кораблям в Севастополе
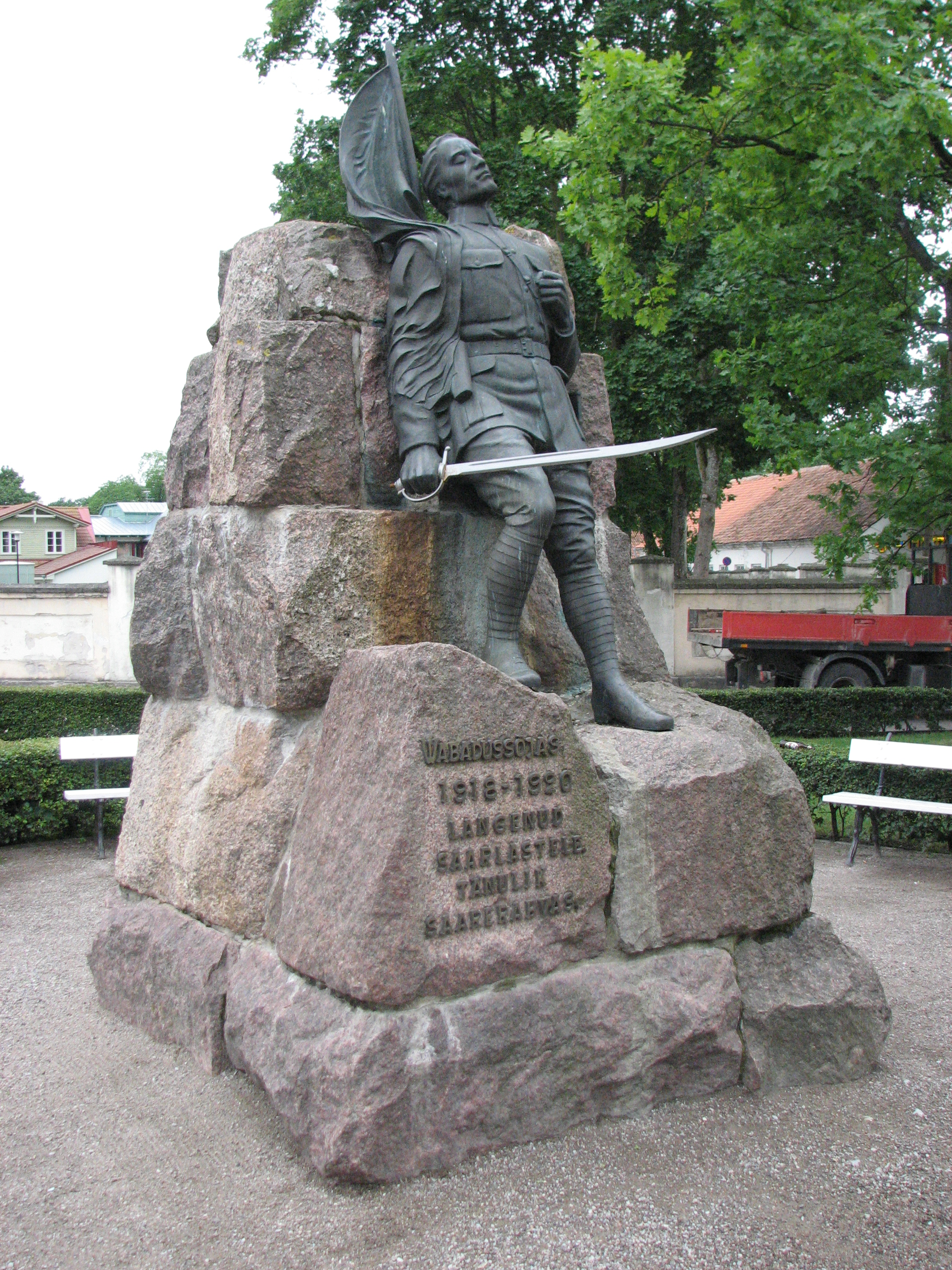
Памятник Эстонской войне за независимость в Куресааре
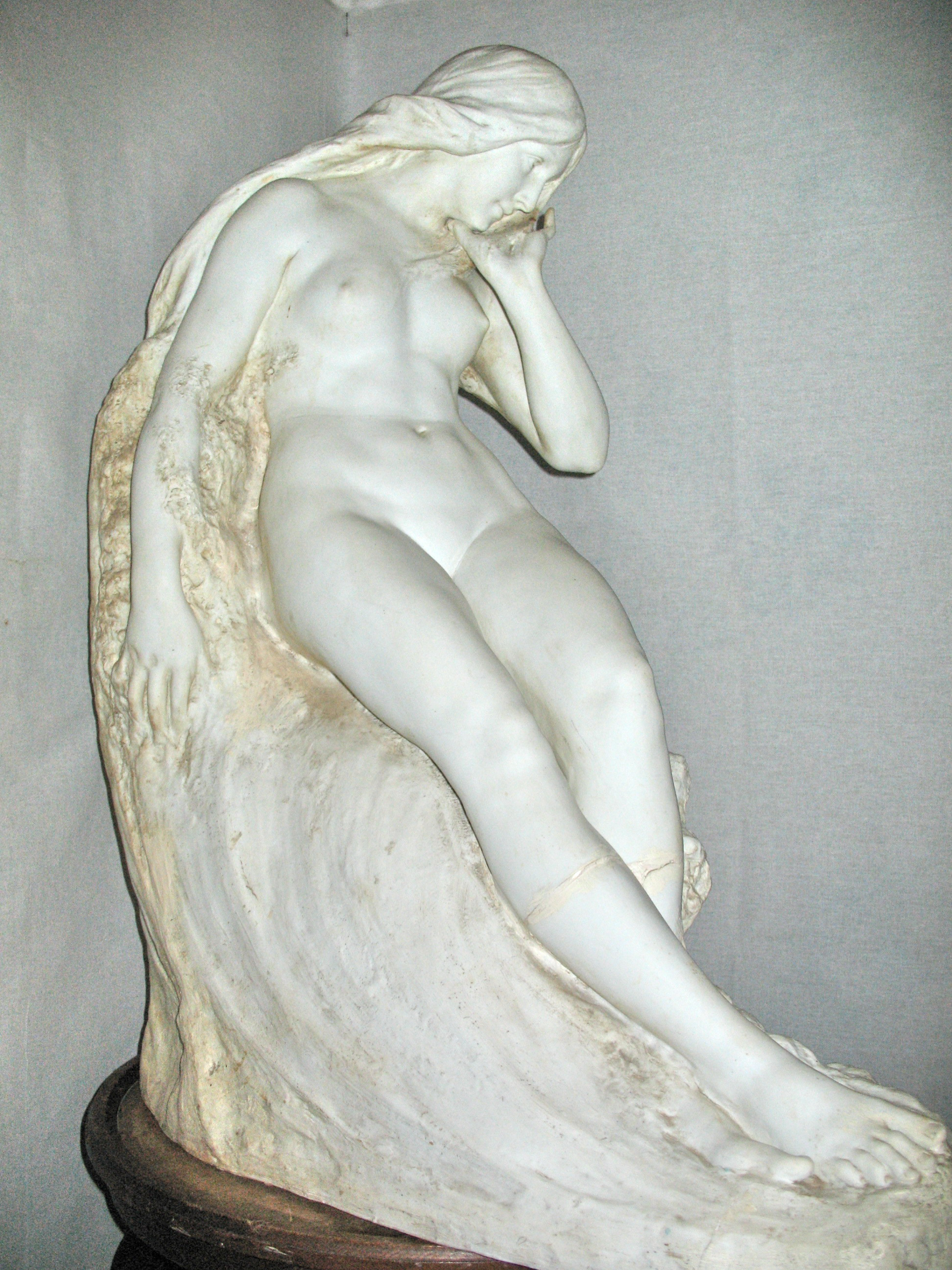
«Рождение Венеры»
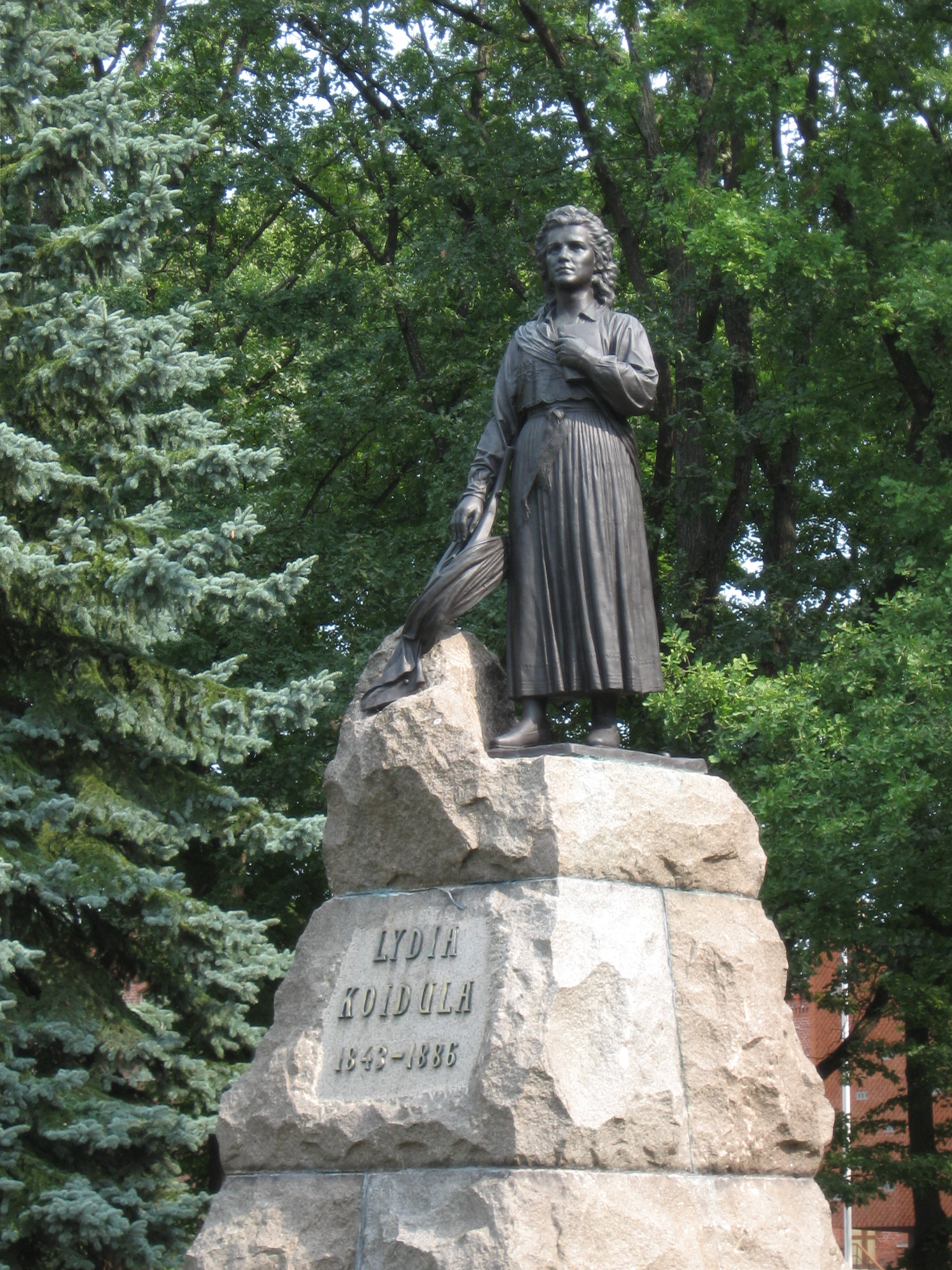
Памятник Лидии Койдула в Пярну
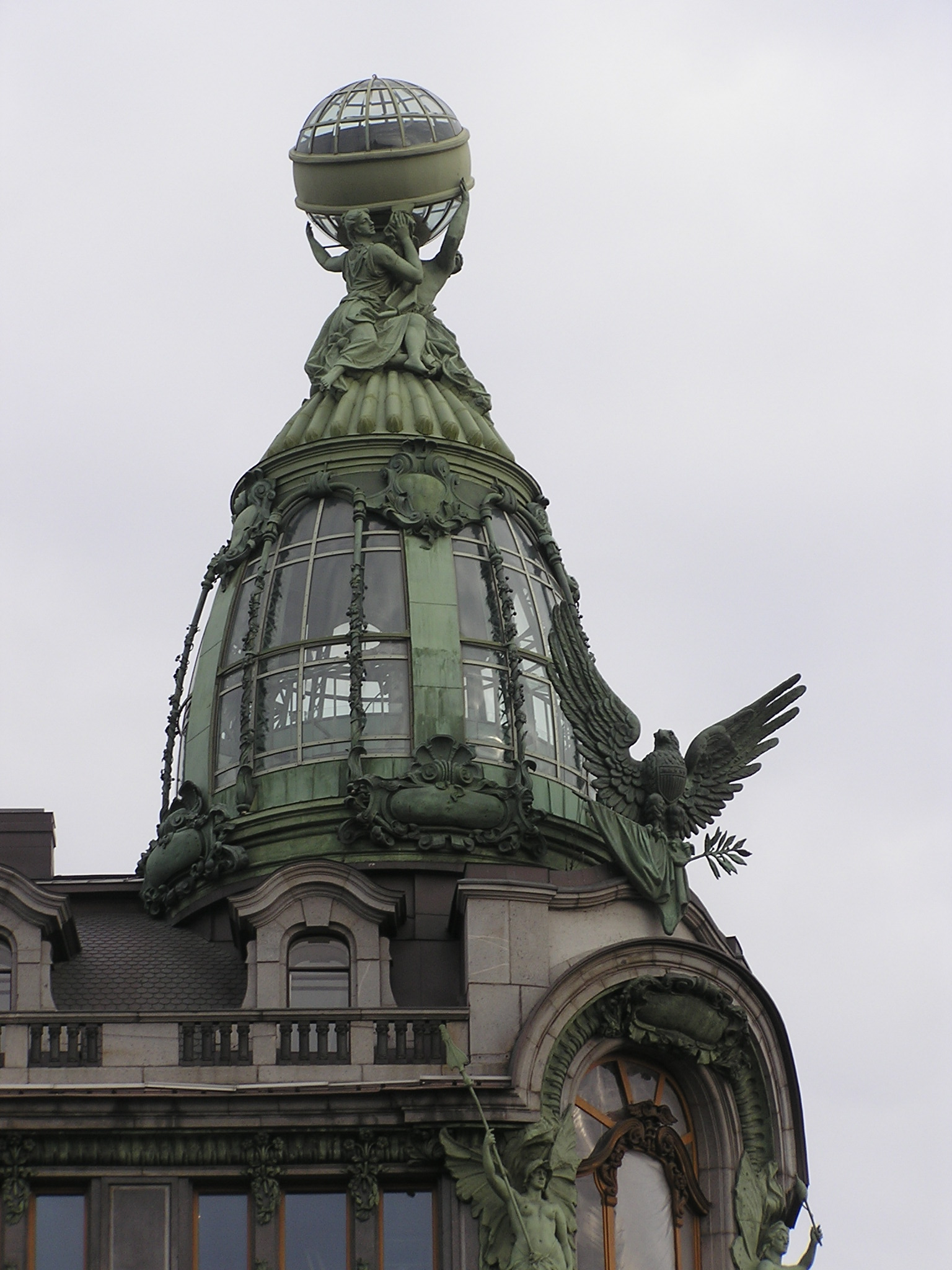
Скульптуры на доме Зингера, Невский проспект, Санкт-Петербург
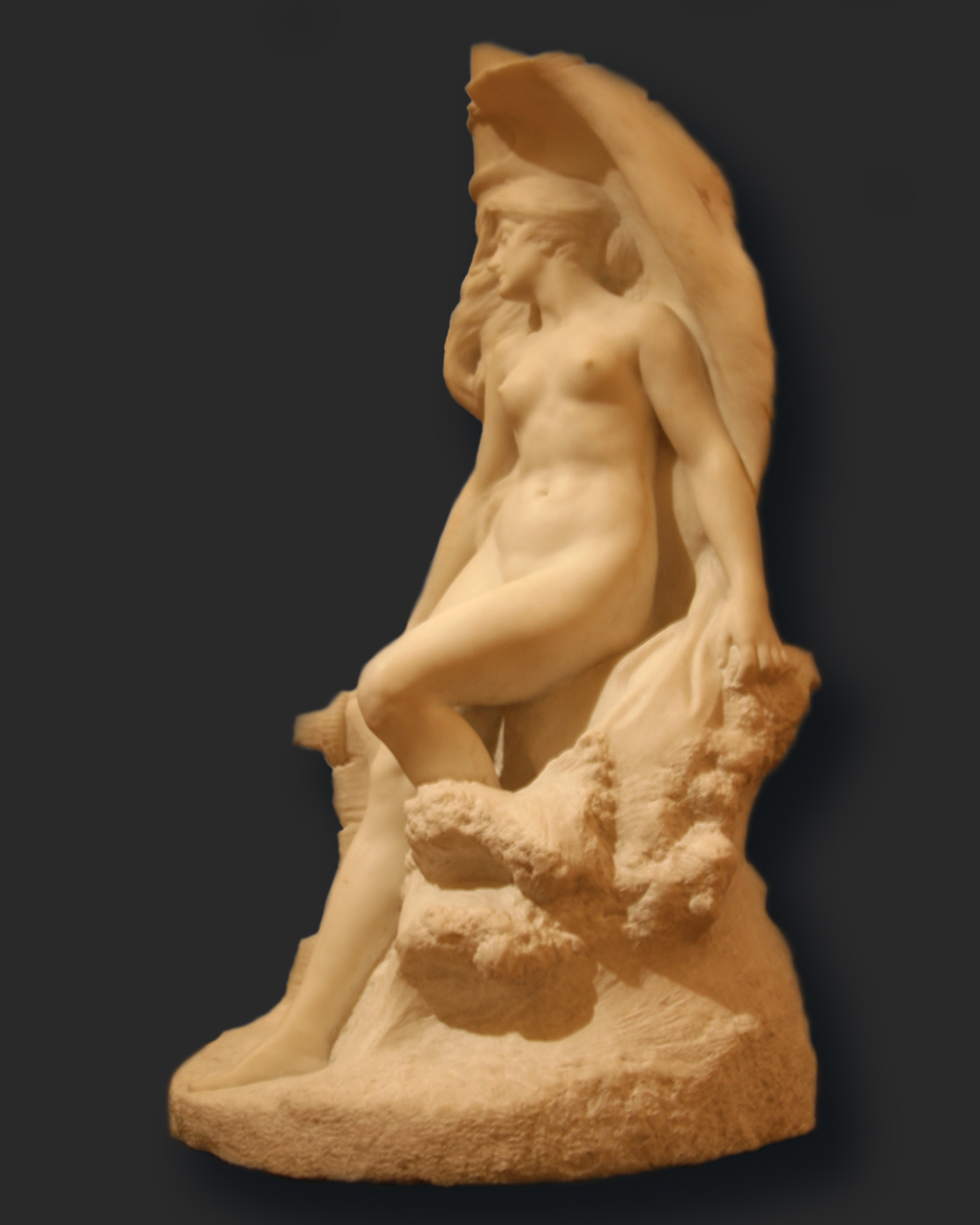
«Последний вздох корабля»